# Дуву, Элуа Альфонс Максим
Элуа Альфонс Максим Дуву (малаг. Eloi Maxime Alphonse Dovo) — мадагаскарский дипломат, чрезвычайный и полномочный посол Республики Мадагаскар в Российской Федерации с 16 апреля 2003 года.
Полномочный министр Мадагаскарской Республики второй ступени.

## Биография

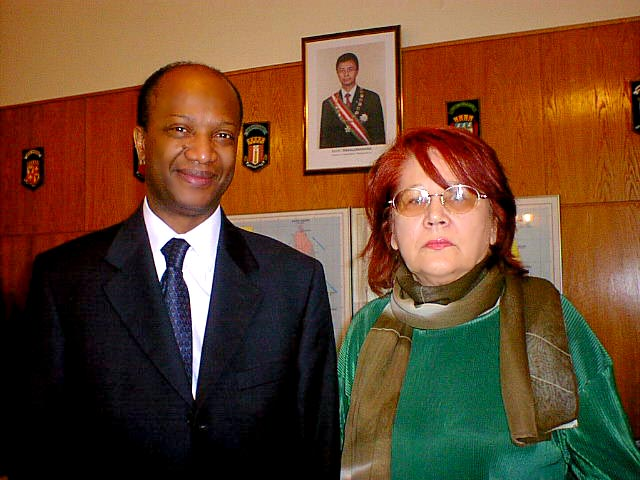
Максим Дуву и президент Клуба друзей Мадагаскара Людмила Карташова в малагасийском посольстве в Москве. 25.04.2003.

Преподаватель общеобразовательных колледжей по специальности французского и английского языков (1978 год), дипломы по английскому (1978 год) и русскому (1986 год) языкам, диплом углублённого изучения международных отношений (1986 год), диплом по управлению и международному экономическому сотрудничеству (1989 год).
- В 1980 году — преподаватель английского и французского языков в колледжах Антананариву и Амбилубе.
- 1986—1987 годы — ассистент Высшей школы права, экономики и управления в университете Антананариву.
- 1987—1994 годы — в министерстве иностранных дел Мадагаскара последовательно занимал должности начальника отдела Европы в управлении двусторонних отношений, начальника отдела Америки и Карибских островов в том же управлении, инспектора при кабинете Министра иностранных дел.
- В 1993 году — член Временного правления Объединённых Наций в Камбодже.
- 1994—1997 годы — уполномоченный представитель компаний «LABOUFFE», «SOCOREX» и «SORETRANS GASHIP».
- 1997—2003 годы — директор документации и поддержки международных представительств Мадагаскара в Министерстве иностранных дел и одновременно непостоянный представитель при Кабинете охраны печатей в Министерстве юстиции Мадагаскара.
- В 2003—2018 годы — посол Республики Мадагаскар в Российской Федерации[3][4][5], 16 апреля 2003 года вручил верительные грамоты президенту России Владимиру Путину[6]. С 2004 года работал послом Мадагаскара в Болгарии и на Украине, с 2005 года – в Белоруссии, с 2006 года – в Азербайджане по совместительству.
- С 11 июня 2018 года — министр иностранных дел Мадагаскара.

Женат, воспитывает двоих детей.
Владеет французским, русским и английским языками.